# Ловаль, Лоик
Лои́к Лова́ль-Ландре́ (фр. Loïc Loval-Landré; 28 сентября 1981, Лонжюмо, Париж, Франция) — французский и гваделупский футболист, игравший на позиции нападающего.

## Биография

### Клубная карьера
Ловаль родился в пригороде Парижа — Лонжюмо, вырос в Эври. Его родители развелись, он переехал со своей матерью и отчимом в Гваделупу. Как игрок молодёжной сборной Гваделупы играл на турнире во Франции, тогда несколько клубов проявили к нему интерес. Позже подписал контракт с «Сошо».
Также играл за «Безансон», в котором провёл 12 матчей и вторую команду «Валансьена», мог оказаться в «Серкль Брюгге». В 2003 году перешёл в нидерландский «Де Графсхап», в котором за два сезона провёл 44 матча и забил 8 мячей. В 2005 году ушёл в клуб «Гоу Эхед Иглз». В январе 2007 года подписал контракт с клубом «Утрехт».
В начале августа 2010 года Ловаль заключил двухлетний контракт с клубом «Ванн», выступающим во втором дивизионе Франции.

### Карьера в сборной
Ловаль дебютировал за Гваделупу на Золотом кубке КОНКАКАФ в июне 2007 года в матче против Гаити. Принимал участие в розыгрышах Карибского кубка 2008—2012 годов.